# Jezioro Młyńskie (powiat brodnicki)
Jezioro Młyńskie – jezioro w woj. kujawsko-pomorskim, w powiecie brodnickim, w gminie Górzno, leżące na terenie Pojezierza Dobrzyńskiego. Jezioro jest położone na terenie Górznieńsko-Lidzbarskiego Parku Krajobrazowego.

## Dane morfometryczne
Powierzchnia zwierciadła wody wynosi 25,3 ha.
Zwierciadło wody położone jest na wysokości 87,5 m n.p.m. Średnia głębokość jeziora wynosi 2,3 m, natomiast głębokość maksymalna 5,8 m.
Na podstawie badań przeprowadzonych w 2006 roku wody jeziora zaliczono do III klasy czystości i poza kategorią podatności na degradację.
W roku 1996 wody jeziora również zaliczono do III klasy czystości.

## Hydronimia
Według urzędowego spisu opracowanego przez Komisję Nazw Miejscowości i Obiektów Fizjograficznych (KNMiOF) nazwa tego jeziora to Jezioro Młyńskie. W różnych publikacjach i na mapach topograficznych jezioro to występuje pod nazwą Jezioro Młyńskie (Małe).